# Liste der größten Unternehmen in Bermuda
Die Liste der größten Unternehmen in Bermuda enthält die vom Forbes Magazine in der Liste Forbes Global 2000 veröffentlichten größten börsennotierten Unternehmen in Bermuda im Geschäftsjahr 2007.
Die Rangfolge der jährlich erscheinenden Liste der 2000 größten börsennotierten Unternehmen der Welt errechnet sich aus einer Kombination von Umsatz, Nettogewinn, Aktiva und Marktwert. Dabei wurden die Platzierungen der Unternehmen in den gleich-gewichteten Kategorien zu einem Rang zusammengezählt. In der Tabelle aufgeführt sind auch der Hauptsitz und die Branche. Die Zahlen sind in Milliarden US-Dollar angegeben und beziehen sich auf das Geschäftsjahr 2007, für den Marktwert auf den Börsenkurs vom 29. Februar 2008.
Bermuda liegt im Atlantik, östlich des US-Bundesstaats North Carolina. Da die Inselgruppe eine Steueroase ist, siedelten sich dort Kreditinstitute und Versicherungen an. Bermuda gilt als drittgrößtes Zentrum für Rückversicherungen (beispielsweise Everest Re und Partner Re) im Wettbewerb mit London und New York. Die Inselgruppe ist als Britisches Überseegebiet nicht Teil des Vereinigten Königreiches Großbritannien und Nordirland, steht aber unter seiner Souveränität. Bermuda ist auch nicht Teil der Europäischen Union.
Alle aufgeführten Unternehmen hatten zum Zeitpunkt der Erhebung bzw. im Geschäftsjahr 2007 ihren juristischen Sitz noch in der Hauptstadt Bermudas, Hamilton. Seit 2008 haben jedoch zahlreiche Unternehmen ihren Sitz von Bermuda in andere Länder verlegt. Mit Accenture, ACE Limited, Cooper Industries, Covidien, Foster Wheeler, Ingersoll-Rand, Tyco Electronics, Tyco International und Weatherford International haben innerhalb weniger Monate neun der einst zwölf umsatzstärksten börsennotierten Unternehmen auf Bermuda das Land verlassen.
| Rang | Rang Forbes 2000 | Name                        | Umsatz (Mrd. $) | Gewinn (Mrd. $) | Aktiva (Mrd. $) | Marktwert (Mrd. $) | Branche              |
| ---- | ---------------- | --------------------------- | --------------- | --------------- | --------------- | ------------------ | -------------------- |
| 1.   | 273.             | ACE Limited a               | 14,15           | 2,58            | 72,09           | 18,55              | Versicherungen       |
| 2.   | 425.             | Bunge Limited               | 44,80           | 0,78            | 22,02           | 13,40              | Nahrungsmittel       |
| 3.   | 443.             | Accenture a                 | 22,39           | 1,34            | 10,75           | 26,58              | Unternehmensberatung |
| 4.   | 545.             | Ingersoll-Rand a            | 8,76            | 3,97            | 14,38           | 11,40              | Mischkonzerne        |
| 5.   | 548.             | Tyco Electronics a          | 14,04           | 0,49            | 24,97           | 16,04              | Technologie          |
| 6.   | 591.             | Weatherford International a | 7,83            | 1,07            | 13,19           | 23,38              | Öl und Gas           |
| 7.   | 695.             | Tyco International a        | 19,29           | −2,31           | 32,47           | 19,43              | Mischkonzerne        |
| 8.   | 800.             | Covidien a                  | 10,36           | −0,26           | 18,82           | 21,34              | Medizintechnik       |
| 9.   | 824.             | XL Capital a                | 9,14            | 0,28            | 57,76           | 6,42               | Versicherungen       |
| 10.  | 876.             | Everest Re Group            | 4,78            | 0,84            | 18,00           | 6,09               | Versicherungen       |
| 11.  | 878.             | Nabors Industries           | 4,94            | 0,93            | 10,10           | 8,85               | Öl und Gas           |
| 12.  | 896.             | Invesco                     | 3,88            | 0,67            | 12,93           | 10,88              | Finanzdienstleister  |
| 13.  | 1018.            | Axis Capital                | 3,23            | 1,09            | 14,68           | 5,58               | Versicherungen       |
| 14.  | 1046.            | White Mountains Insurance   | 4,73            | 0,41            | 19,11           | 5,21               | Versicherungen       |
| 15.  | 1048.            | Cooper Industries a         | 5,90            | 0,69            | 6,13            | 7,39               | Technologie          |
| 16.  | 1083.            | PartnerRe                   | 4,21            | 0,72            | 16,04           | 4,17               | Versicherungen       |
| 17.  | 1085.            | Arch Capital                | 3,45            | 0,86            | 15,62           | 4,61               | Versicherungen       |
| 18.  | 1147.            | MF Global                   | 6,72            | 0,09            | 67,37           | 2,11               | Finanzdienstleister  |
| 19.  | 1177.            | Seadrill                    | 1,67            | 0,46            | 9,25            | 10,41              | Öl und Gas           |
| 20.  | 1233.            | Foster Wheeler a            | 5,11            | 0,39            | 3,25            | 9,43               | Bauhauptgewerbe      |
| 21.  | 1581.            | RenaissanceRe               | 1,67            | 0,61            | 8,29            | 3,61               | Versicherungen       |
| 22.  | 1737.            | Allied World Assurance      | 1,45            | 0,47            | 7,90            | 2,12               | Versicherungen       |
| 23.  | 1740.            | Endurance Specialty         | 1,85            | 0,52            | 7,27            | 2,37               | Versicherungen       |
| 24.  | 1786.            | Aspen Insurance             | 2,01            | 0,49            | 7,19            | 2,52               | Versicherungen       |

a Diese Unternehmen haben im Verlaufe der Jahre 2008–2010 ihren Sitz von Bermuda in andere Länder verlegt und sind damit nicht mehr in Bermuda ansässig.